# John Balfanz
John Carlyle Balfanz (ur. 23 czerwca 1940 w Minneapolis, zm. 11 listopada 1991 w Denver) – amerykański skoczek narciarski, uczestnik Zimowych Igrzysk Olimpijskich 1964 i 1968, reprezentant klubu Minneapolis.

## Kariera
Dwukrotnie wystartował w zimowych igrzyskach olimpijskich. Po raz pierwszy miało to miejsce w Innsbrucku w 1964, gdzie zajął dziesiąte miejsce na skoczni normalnej i 41. na skoczni dużej. Podczas igrzysk w 1968 był 33. na obiekcie normalnym i 42. na obiekcie dużym.
W lutym 1962 uczestniczył w mistrzostwach świata w narciarstwie klasycznym. W konkursie skoków na skoczni K-90 zajął 32. miejsce, a na skoczni K-60 był 60. W kolejnych mistrzostwach zajął 26. miejsce na skoczni normalnej i 16. na skoczni dużej.
W latach 1962–1968 startował w konkursach Turnieju Czterech Skoczni. Siedmiokrotnie plasował się w pierwszej dziesiątce zawodów, a raz zajął miejsce na podium – 6 stycznia 1963 w Bischofshofen był trzeci.
W 1968 zakończył sportową karierę.

## Osiągnięcia

### Igrzyska olimpijskie
| Igrzyska        | Data             | Skocznia | Konkurs | Skok 1    | Skok 1 | Skok 2    | Skok 2 | Skok 3    | Skok 3 | Nota łączna | Miejsce | Strata | Zwycięzca          | Źródło |
| Igrzyska        | Data             | Skocznia | Konkurs | Odległość | Nota   | Odległość | Nota   | Odległość | Nota   | Nota łączna | Miejsce | Strata | Zwycięzca          | Źródło |
| --------------- | ---------------- | -------- | ------- | --------- | ------ | --------- | ------ | --------- | ------ | ----------- | ------- | ------ | ------------------ | ------ |
| 1964, Innsbruck | 31 stycznia 1964 | normalna | ind.    | 74,0      | 102,2  | 74,5      | 103,9  | 74,5      | 102,6  | 206,5       | 10.     | 23,4   | Veikko Kankkonen   | [ 7 ]  |
| 1964, Innsbruck | 9 lutego 1964    | duża     | ind.    | 83,0      | 94,8   | 73,5      | 83,4   | 71,0      | 85,4   | 180,2       | 41.     | 50,5   | Toralf Engan       | [ 8 ]  |
| 1968, Grenoble  | 11 lutego 1968   | normalna | ind.    | 72,5      | 97,8   | 68,5      | 91,9   | -         | -      | 189,7       | 33.     | 26,8   | Jiří Raška         | [ 9 ]  |
| 1968, Grenoble  | 18 lutego 1968   | duża     | ind.    | 84,5      | 83,7   | 85,5      | 86,1   | -         | -      | 169,8       | 42.     | 61,5   | Władimir Biełousow | [ 10 ] |

### Mistrzostwa świata
| Mistrzostwa    | Data           | Skocznia | Konkurs | Skok 1    | Skok 1 | Skok 2    | Skok 2 | Skok 3    | Skok 3 | Nota łączna | Miejsce | Strata | Zwycięzca        | Źródło |
| Mistrzostwa    | Data           | Skocznia | Konkurs | Odległość | Nota   | Odległość | Nota   | Odległość | Nota   | Nota łączna | Miejsce | Strata | Zwycięzca        | Źródło |
| -------------- | -------------- | -------- | ------- | --------- | ------ | --------- | ------ | --------- | ------ | ----------- | ------- | ------ | ---------------- | ------ |
| 1962, Zakopane | 21 lutego 1962 | normalna | ind.    | 61,5      | 65,7   | 60,0      | 57,7   | 65,5      | 94,7   | 160,4       | 60.     | 63,2   | Toralf Engan     | [ 2 ]  |
| 1962, Zakopane | 25 lutego 1962 | duża     | ind.    | 87,0      | 97,4   | 89,5      | 99,5   | 87,0      | 93,9   | 196,9       | 32.     | 31,1   | Helmut Recknagel | [ 3 ]  |
| 1966, Oslo     | 19 lutego 1966 | normalna | ind.    | 71,5      | 99,2   | 69,5      | 97,0   | -         | -      | 196,2       | 26.     | 38,4   | Bjørn Wirkola    | [ 4 ]  |
| 1966, Oslo     | 27 lutego 1966 | duża     | ind.    | 78,0      | 97,5   | 73,5      | 87,7   | -         | -      | 185,2       | 16.     | 43,0   | Bjørn Wirkola    | [ 5 ]  |